# هانا مونتانا: فیلم
هانا مونتانا: فیلم (انگلیسی: Hannah Montana: The Movie) فیلمی موزیکال کمدی-درام به کارگردانی پیتر چلسوم است که در سال ۲۰۰۹ از سوی استودیو سینمایی والت دیزنی منتشر شد. این فیلم بر اساس مجموعه تلویزیونی به همین نام که از شبکه دیزنی پخش می‌شد، است و دومین فیلمی است که بر اساس مجموعه تلویزیونی شبکه دیزنی ساخته شده‌است. مایلی سایرس، امیلی آسمنت، جیسون ایرلز، بیلی ری سایرس، مویسس آریاس میچل موسو نقش‌های قبلی خود در سریال را تکرار می‌کنند و لوکاس تیل، ونسا ال. ویلیامز، مارگو مارتیندال و ملورا هاردین به جمع بازیگران اضافه شده‌اند.
فیلم‌برداری در آوریل ۲۰۰۸ در کلمبیا، تنسی و لس‌آنجلس، کالیفرنیا آغاز و در ژوئیه همان سال به پایان رسید. فیلم در ۱۰ آوریل ۲۰۰۹ در ایالات متحده و کانادا اکران شد و موفقیت تجاری کسب کرد. هانا مونتانا:فیلم حدود ۱۷۰ میلیون دلار فروش رفت، درحالیکه بودجه ساخت آن ۳۰ میلیون دلار بود.

## داستان
داستان فیلم درباره محبوبیت مایلی استوارت و چگونگی تحت تاثیر قرار گرفتن زندگی اوست. در این فیلم مایلی، طبق خواسته پدرش به زادگاهش در تنسی سفر می‌کند تا دیدگاهی درباره آن‌چه که در زندگی بیشتر اهمیت دارد، به دست آورد.

## بازیگران
- مایلی سایرس
- امیلی آسمنت
- مارگو مارتیندال
- جیسون ایرلز
- بیلی ری سایرس
- لوکاس تیل
- مویسس آریاس
- میچل موسو
- تایرا بنکس
- ونسا ال. ویلیامز
- آدام گرگوری
- بری باستویک
- ملورا هاردین
- تیلور سوئیفت